# Francisco Velasco Torre
Francisco Velasco Torre (Santander, 1902-Laredo, Cantabria, 1984) fue un pintor y escultor español.

## Biografía

### Juventud y formación
Nació en el seno de una familia acomodada. Era sobrino de Federico Velasco Barañano, médico cirujano que hizo fortuna en América y creador de la fundación docente Doctor Velasco, en provecho de los laredianos. En Laredo, su casa forma parte del entorno de protección de la Ermita de San Martín y de Santa Catalina, declarada de Bien de Interés Local. Asimismo, tiene una calle dedicada con su nombre en el barrio de San Antonio de esta misma ciudad.
Desde muy joven estuvo interesado en la pintura, y fue discípulo en Madrid de Daniel Vázquez Díaz hasta 1928, año en el que regresó a Santander. Ante la falta de apoyo familiar hacia su labor creadora, Francisco se acaba refugiando en Laredo para continuar pintando paisajes y bodegones, coincidiendo con el pintor laredano Santiago Montes Luengas. Posteriormente, conoció a Teresa Enciso y Enciso, que veraneaba en Laredo, en la misma villa, y con la que contrajo matrimonio en 23 de septiembre de 1931.

### Madurez y obra
Era un hombre humilde y perfeccionista. En 1952 esculpió la talla de la Virgen de La Soledad, de la parroquia Santa María de la Asunción de Laredo, en madera de nogal y con bellos rasgos realistas. Esta Iglesia, perteneció al Tesoro Artístico Nacional mediante decreto de 3 de junio de 1931. Su Virgen de La Soledad salió en procesión por primera vez en 1953, pese a no tener terminadas aún las manos, así que para disimular esta falta se cubrió un armazón con un paño y una corona de espinas. Era tal la timidez del artista que el día de la procesión en la que su talla de “La Soledad” desfiló por primera vez, se fue a pasar el día a Santander por pudor o vergüenza. El éxito de su Virgen de La Soledad fue inmediato, y al año siguiente la imagen desfiló completamente terminada, con una mano apoyada en el pecho y la otra sosteniendo un pañuelo. A pesar del éxito de su talla, Francisco Velasco nunca se consideró escultor, sino pintor.
En Semana Santa, la procesión de esta talla congrega a miles de personas, y consiste en objeto de admiración dada su expresión doliente, por lo que se la considera la imagen de mayor devoción de Laredo.

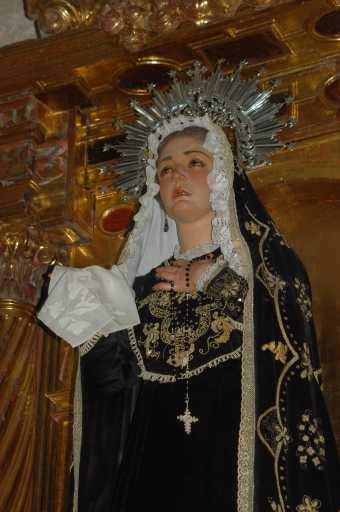
Talla de la Virgen de La Soledad, de la parroquia Santa María de la Asunción de Laredo.

Su obra pictórica se centra en el paisaje, sobre todo de marinas al aire libre y de paisaje urbano, así como bodegones y retratos. Su obra es escasa y oculta, ajena a la exposición pública tal y como fue la vida de su propio autor, en su empeño por pasar desapercibido y vivir al margen de toda relación social.

### Fallecimiento
Falleció en su casa de Laredo el día 9 de febrero de 1984, a los 82 años de edad. La mayor parte de su obra pictórica fue donada por su esposa al ayuntamiento de Laredo, y aun está pendiente de exposición.